# Eleições parlamentares europeias de 1999 (França)
As eleições parlamentares europeias de 1999 na França, realizadas a 13 de Junho, serviram para eleger os 87 deputados do país para o Parlamento Europeu.

## Resultados Nacionais
| Partido                 | Partido                                   | Votos      | %               | +/-   | Deputados | +/-     |
| ----------------------- | ----------------------------------------- | ---------- | --------------- | ----- | --------- | ------- |
|                         | Partido Socialista                        | 3 873 901  | 21,95 / 100,00  | 7,46  | 22 / 87   | 7       |
|                         | MPF - RPF                                 | 2 304 285  | 13,05 / 100,00  | 0,71  | 13 / 87   | Estável |
|                         | RPR - DL                                  | 2 263 476  | 12,82 / 100,00  | -     | 12 / 87   | 1       |
|                         | Os Verdes                                 | 1 715 450  | 9,72 / 100,00   | 6,77  | 9 / 87    | 9       |
|                         | União pela Democracia Francesa            | 1 638 680  | 9,28 / 100,00   | -     | 9 / 87    | 5       |
|                         | Partido Comunista Francês                 | 1 196 310  | 6,78 / 100,00   | 0,11  | 6 / 87    | 1       |
|                         | Caça, Pesca, Natureza, Tradições          | 1 195 727  | 6,77 / 100,00   | 2,81  | 6 / 87    | 6       |
|                         | Frente Nacional                           | 1 005 225  | 5,69 / 100,00   | 4,83  | 5 / 87    | 6       |
|                         | LO - LCR                                  | 914 680    | 5,18 / 100,00   | 2,91  | 5 / 87    | 5       |
|                         | Movimento Nacional Republicano            | 578 774    | 3,28 / 100,00   | Novo  | 0 / 87    | Novo    |
|                         | Reagrupamento dos Contribuintes Franceses | 312 478    | 1,77 / 100,00   | Novo  | 0 / 87    | Novo    |
|                         | Movimento Ecologista Independente         | 268 288    | 1,52 / 100,00   | Novo  | 0 / 87    | Novo    |
|                         | União pela Semana de 4 Dias               | 178 027    | 1,01 / 100,00   | Novo  | 0 / 87    | Novo    |
|                         | Outros                                    | 207 350    | 1,72 / 100,00   |       | 0 / 87    |         |
| Votos inválidos         | Votos inválidos                           | 1 118 983  | 5,96 / 100,00   | 0,63  |           |         |
| Total                   | Total                                     | 18 765 259 | 100,00 / 100,00 |       | 87 / 87   |         |
| Eleitorado/Participação | Eleitorado/Participação                   | 40 129 780 | 46,76 / 100,00  | 6,00  |           |         |
| Fonte                   | Fonte                                     | [ 1 ]      | [ 1 ]           | [ 1 ] | [ 1 ]     | [ 1 ]   |